# Caesalpinia angolensis
Caesalpinia angolensis är en ärtväxtart som först beskrevs av Daniel Oliver, och fick sitt nu gällande namn av Herend. och James Lee Zarucchi. Caesalpinia angolensis ingår i släktet Caesalpinia och familjen ärtväxter. Inga underarter finns listade i Catalogue of Life.